# A csók (opera)
A csók (csehül: Hubička) Bedřich Smetana 1875–1876 között írt kétfelvonásos operája, az opera szövegkönyvét Eliška Krásnohorská írta Karolina Světlá azonos című műve alapján. Az opera ősbemutatójára 1876.november 7-én a prágai Átmeneti Színházban került sor Adolf Cech vezényletével.

## Szereplők
| Szerep                                  | Hangnem      |
| --------------------------------------- | ------------ |
| Paloucký, paraszt                       | basszbariton |
| Vendulka, a lánya                       | szoprán      |
| Lukáš, fiatal özvegy                    | tenor        |
| Tomeš, Lukáš sógora                     | bariton      |
| Martinka, Vendulka nagynénje            | kontraalt    |
| Matouš, egy öreg csempész               | basszus      |
| Barče, szolgálólány                     | szoprán      |
| Egy határőr                             | tenor        |
| Kórus: Szomszédok, zenészek, csempészek |              |

## Az opera cselekménye

### Első felvonás
A paraszt Lukáš mindig is szerelmes volt Vendulkába. A fiatal pár szerencsétlenségére a szülei ragaszkodtak ahhoz, hogy vegyen feleségül egy másik lányt. Felesége azonban meghal, csecsemőt hagyva neki. Mivel mindketten még fiatalok, Lukáš a nagyon jogosult Vendulkát szándékozik udvarolni.
Paloucký, Vendulka édesapja ellenzi a meccset: azzal indokolja, hogy mivel Lukáš és Vendulka is makacs emberek, összeférhetetlen párost alkotnának. Vendulka kétségbeesett álláspontja miatt, ezért Paloucký visszavonja kifogását, de aggodalmai továbbra is fennállnak.
Lukáš barátaival és rokonaival a nyomában megérkezik Paloucký otthonába, hogy hivatalosan is bemutassa Vendulkával kapcsolatos szándékait. Paloucký némi visszafogottsággal adja áldását a párra, ami bosszantja Lukášt. A fiatal özvegy meg akarja csókolni Vendulkát, ő kibújik előle, és ahogy Paloucký megjósolta, a pár már veszekszik. Csak egy jól időzített ivódal Lukáš valamelyik rokonától képes megállítani a harcot.
Amikor Lukáš és Vendulka kettesben vannak, újra megpróbálja megcsókolni, de ismét visszautasítják. Napnyugta közel van, Vendulka homokot szór, hogy lássa Lukáš feleségének gyermekét látogató szellemének nyomait. Vendulka úgy véli, hogy Lukáš megcsókolása az esküvő előtt megzavarná felesége szellemét, aki vigyáz a gyermekére. Vendulka nem hajlandó megcsókolni, amíg össze nem házasodnak. Amikor ragaszkodik hozzá, a nő megfenyegeti, hogy kidobja a házból. Felháborodva távozik.
Később, miután elalszik, Vendulka egy polka hangjára ébred Paloucký otthona előtt. Lukáš az, aki a falusi lányokkal táncol és csókolózik. Vendulka egyszerre dühös és dühös, és megesküszik, hogy elhagyja otthonát.

### Második felvonás
A cseh határhoz közeli erdőben csempészek csapata várakozik. Lukáš, megbánva korábbi viselkedését, gyászolja Vendulka eltűnését. Tomeš, Lukáš sógora azt mondja neki, hogy kérjen bocsánatot: megjegyzi, hogy míg Vendulka gyors a haragra, a megbocsátásra is. Amikor elindulnak, a csempészek jelzik, hogy meghallották, és nevetnek Lukáš helyzetén. Várják, hogy találkozzanak Vendulka nagynénjével, Martinkával, aki üzletel a csempészekkel.
Martinka megérkezik Vendulkával, aki mélységesen boldogtalan. A csempészek azonban, akárcsak a közönség, tudják, hogy végül minden jóra fordul. A csempészek távozása után Martinka mindent megtesz, hogy rávegye Vendulkát, hogy térjen haza.
Másnap reggel Lukáš megérkezik Martinka házikójába, barátaival és rokonaival. Bocsánatot kér Palouckýtól a lányával szembeni tetteiért, és várja Vendulkát. Amikor megérkezik, mindketten nagyon boldogok. Odamegy hozzá, de először nyilvánosan bocsánatot kér, mielőtt végre megcsókolják.

## Az opera részletei
- Nyitány – I. felvonás
- Tady jsi moje nevinné dítě. Od této chvíle tě budu milovat – Vendulka áriája (I. felvonás)
- Teď spi, má drahá – Bölcsődal (I. felvonás)
- Herold, skřivan, herold, nový den – Pacsirta dal (II. felvonás)